# Playa del Carmen

Paseo del Carmen, a sul da Quinta Avenida, em Playa del Carmen

Playa del Carmen é a sede do município de Solidaridad, Quintana Roo, localizado no sudeste do México, ao sul de Cancún. Situa-se na zona turística da Riviera Maya. A cidade é banhada pelo mar das Caraíbas e sua principal actividade económica é o turismo. Esta última actividade gera também muito trabalho no sector da construção civil, a segunda actividade mais importante do município. É a terceira maior cidade do estado de Quintana Roo, a seguir a Cancún e Chetumal.[carece de fontes?]

## História
Na era pré-colombiana, Playa del Carmen chamava-se Xaman Há (Água do Norte no idioma maia) e era um dos pontos de partida dos maias em peregrinação ao santuário de Ixchel, na ilha de Cozumel. O primeiro povoado moderno data do início do século XX, quando ali se fixou uma comunidade de pescadores e de produtores de coqueiros e sapota.
Durante o século XVI, os espanhóis conquistaram a maior parte dos territórios maias, mas ao contrário do que aconteceu em muitos outros locais, na área de Playa del Carmen nunca se estabeleceu qualquer povoado espanhol. Francisco de Montejo conquistou a região para Espanha em 1526 e fundou a vila de Salamanca no local onde atualmente se encontra Xel-Há, cerca de 30 km a sudoeste de Playa del Carmen. Um ano mais tarde, um lugar-tenente de Montejo, Alonso de Ávila estableceu um acampamento militar em Xaman Há, que descreveu como uma vila de pescadores. Não obstante, a região permanecey muito pouco habitada durante todo o período colonial.
A fundação da atual cidade deveu-se a uma companhia colonizadora chiclera (de exploração de sapota) da costa oriental do Iucatão, que em 1908 obteve do governo de Porfirio Díaz a concessão para exploração dos recursos florestais. Até meados dos anos 1980, Playa del Carmen era uma pequena povoação com menos de 1 500 habitantes, mas nas últimas décadas tem-se transformado vertiginosamente ao ritmo do crescimento do turismo.
Em 1996, a população era de 10 000 habitantes e em 2003 49 000, devido principam«lmente à imigração de pessoas vindas de várias partes do México à procura dos empregos criados pela indústria turística. Segundo o Instituto Nacional de Migración, em 2003 pelo menos 7% dos habitantes permanentes da cidade era estrangeiros.
Até 2004, o crescimento do turismo refletia-se na oferta hoteleira de 23 428 quartos em operação e um número de visitantes anualmente estimada em pouco mais de dois milhões de pessoas, originárias principalmente dos Estados Unidos, Canadá e Europa.
Segundo o censo de 2010, a cidade tinha 159 310 residentes, o que significa que entre 2003 e 2010 o número de habitantes cresceu 14 285 por ano ou 39 por dia. Em 2018 a população cifrava-se em 252 087 habitantes.

## Geografia

### Hidrografia
O calcário muito permeável que forma o solo da região não permite a existência de correntes de água superficiais, mas existem numerosos cenotes. Na maior parte dos casos, os cenotes fazem parte de complexas redes fluviais subterrâneas, que por vezes chegam até ao mar. Nestes, a água do mar, mais densa do que a água doce, pode penetrar até ao fundo dos sistema freático, o que faz com que haja cenotes nos quais a água é doce nos níveis superiores e salgada a partir duma certa profundidade. A profundidade dos aquíferos varia geralmente entre os 5 e os 10 metros, mas também há alguns a apenas um metro da superfície. A espessura média é 19 metros.

### Clima
O clima local é quente e húmido, com chuvas no verão, quando a humidade é mais elevada. A temperatura média anual é 25,8 °C; as mais baixas (3 °C) registam-se em janeiro e as mais baixas em agosto (32,9 °C). Os ventos predominantes sobram de sudeste e a precipitação anual média é 1 331,2 mm e a estação das chuvas vai de junho a novembro.
O clima é afetado por ciclones e furacões, que ocorrem principalmente no verão e que aumentam a precipitação.
| Dados climatológicos para Playa del Carmen   | Dados climatológicos para Playa del Carmen | Dados climatológicos para Playa del Carmen | Dados climatológicos para Playa del Carmen | Dados climatológicos para Playa del Carmen | Dados climatológicos para Playa del Carmen | Dados climatológicos para Playa del Carmen | Dados climatológicos para Playa del Carmen | Dados climatológicos para Playa del Carmen | Dados climatológicos para Playa del Carmen | Dados climatológicos para Playa del Carmen | Dados climatológicos para Playa del Carmen | Dados climatológicos para Playa del Carmen | Dados climatológicos para Playa del Carmen |
| Mês                                          | Jan                                        | Fev                                        | Mar                                        | Abr                                        | Mai                                        | Jun                                        | Jul                                        | Ago                                        | Set                                        | Out                                        | Nov                                        | Dez                                        | Ano                                        |
| -------------------------------------------- | ------------------------------------------ | ------------------------------------------ | ------------------------------------------ | ------------------------------------------ | ------------------------------------------ | ------------------------------------------ | ------------------------------------------ | ------------------------------------------ | ------------------------------------------ | ------------------------------------------ | ------------------------------------------ | ------------------------------------------ | ------------------------------------------ |
| Temperatura máxima recorde (°C)              | 37,5                                       | 33,0                                       | 34,0                                       | 39,0                                       | 40,0                                       | 39,0                                       | 39,0                                       | 39,5                                       | 39,0                                       | 34,0                                       | 35,0                                       | 39,0                                       | 40,0                                       |
| Temperatura máxima média (°C)                | 27,8                                       | 28,5                                       | 29,6                                       | 30,8                                       | 31,7                                       | 32,0                                       | 32,5                                       | 32,9                                       | 32,6                                       | 30,8                                       | 29,3                                       | 28,6                                       | 30,6                                       |
| Temperatura mínima média (°C)                | 17,9                                       | 18,3                                       | 19,0                                       | 21,3                                       | 22,9                                       | 23,7                                       | 23,5                                       | 23,2                                       | 23,1                                       | 21,7                                       | 19,4                                       | 18,2                                       | 21,0                                       |
| Temperatura mínima recorde (°C)              | 8,0                                        | 7,0                                        | 5,0                                        | 10,0                                       | 15,0                                       | 14,0                                       | 13,0                                       | 15,0                                       | 14,0                                       | 13,5                                       | 11,0                                       | 9,0                                        | 5,0                                        |
| Precipitação (mm)                            | 61,2                                       | 50,5                                       | 28,1                                       | 51,2                                       | 78,1                                       | 153,0                                      | 126,3                                      | 126,3                                      | 168,8                                      | 284,3                                      | 130,3                                      | 73,1                                       | 1 331,2                                    |
| Dias com chuva                               | 7,7                                        | 4,4                                        | 3,8                                        | 3,7                                        | 6,5                                        | 10,6                                       | 9,3                                        | 9,6                                        | 14,5                                       | 15,9                                       | 9,5                                        | 7,3                                        | 102,8                                      |
| Fonte: Servicio Meteorológico Nacional, 2016 |                                            |                                            |                                            |                                            |                                            |                                            |                                            |                                            |                                            |                                            |                                            |                                            |                                            |

## Turismo
Playa del Carmen oferece uma série de atracções no seu centro e nos seus arredores:
- Xcaret — parque eco-arqueológico situado 6 km a Sul de Playa.
- Cozumel — ilha localizada à frente, apenas a 45 minutos em ferry.
- Tulum — zona arqueológica maia situada na costa.
- Xel-Há — parque ecológico.
- Pequenos hotéis — situados no centro histórico da cidade, oferecem um serviço personalizado, que reflecte geralmente as tradições dos países de origem dos seus proprietários (italianos, alemães, franceses, argentinos).
- Playacar — dentro de Playa, desenvolveu-se este complexo turístico hoteleiro que inclui grandes hotéis de cadeias hoteleiras internacionais.

## Desporto
A cidade conta com a equipa de futebol Inter Playa del Carmen, que joga na Zona Sur da segunda divisão mexicana.